# Indianapolis Tennis Championships 2008 - Qualificazioni singolare
Le qualificazioni del singolare  dell'Indianapolis Tennis Championships 2008 sono state un torneo di tennis preliminare per accedere alla fase finale della manifestazione. I vincitori dell'ultimo turno sono entrati di diritto nel tabellone principale. In caso di ritiro di uno o più giocatori aventi diritto a questi sono subentrati i lucky loser, ossia i giocatori che hanno perso nell'ultimo turno ma che avevano una classifica più alta rispetto agli altri partecipanti che avevano comunque perso nel turno finale.
Le qualificazioni del torneo Indianapolis Tennis Championships  2008 prevedevano 16 partecipanti di cui 4 sono entrati nel tabellone principale.

## Teste di serie
1. Joseph Sirianni (Qualificato)
2. Brendan Evans (ultimo turno)
3. Mikhail Ledovskikh (Qualificato)
4. Jun Woong-sun (Qualificato)

1. Stephen Bass (ultimo turno)
2. Sunil-Kumar Sipaeya (ultimo turno)
3. Sonchat Ratiwatana (primo turno)
4. Justin O'Neal (Qualificato)

## Qualificati
1. Joseph Sirianni
2. Justin O'Neal

1. Mikhail Ledovskikh
2. Jun Woong-sun

## Tabellone

### Legenda
| - Q = Qualificato - WC = Wild card - LL = Lucky loser | - ALT = Alternate - SE = Special Exempt - PR = Protected Ranking | - w/o = Walkover - r = Ritirato - d = Squalificato |

### Sezione 1
|  | Primo turno | Primo turno      | Primo turno      | Primo turno | Primo turno |  |  | Ultimo turno | Ultimo turno    | Ultimo turno | Ultimo turno | Ultimo turno |  |
|  |             |                  |                  |             |             |  |  |              |                 |              |              |              |  |
|  | 1           | Joseph Sirianni  | Joseph Sirianni  | 6           | 6           |  |  |              |                 |              |              |              |  |
|  |             | Filip Krajinović | Filip Krajinović | 2           | 4           |  |  | 1            | Joseph Sirianni | 2            | 7            | 6            |  |
|  | 5           | Stephen Bass     | Stephen Bass     | 6           | 6           |  |  | 5            | Stephen Bass    | 6            | 5            | 0            |  |
|  |             | Brad Pomeroy     | Brad Pomeroy     | 3           | 4           |  |  |              |                 |              |              |              |  |

### Sezione 2
|  | Primo turno | Primo turno        | Primo turno        | Primo turno | Primo turno |  |  | Ultimo turno | Ultimo turno  | Ultimo turno | Ultimo turno | Ultimo turno |  |
|  |             |                    |                    |             |             |  |  |              |               |              |              |              |  |
|  | 2           | Brendan Evans      | Brendan Evans      | 6           | 6           |  |  |              |               |              |              |              |  |
|  |             | Sanchai Ratiwatana | Sanchai Ratiwatana | 3           | 2           |  |  | 2            | Brendan Evans | 6            | 3            | 4            |  |
|  | 8           | Justin O'Neal      | Justin O'Neal      | 6           | 6           |  |  | 8            | Justin O'Neal | 3            | 6            | 6            |  |
|  |             | Jason Marshall     | Jason Marshall     | 1           | 2           |  |  |              |               |              |              |              |  |

### Sezione 3
|  | Primo turno | Primo turno         | Primo turno         | Primo turno | Primo turno |  |  | Ultimo turno | Ultimo turno        | Ultimo turno | Ultimo turno | Ultimo turno |  |
|  |             |                     |                     |             |             |  |  |              |                     |              |              |              |  |
|  | 3           | Mikhail Ledovskikh  | Mikhail Ledovskikh  | 7           | 6           |  |  |              |                     |              |              |              |  |
|  |             | Taylor Fogleman     | Taylor Fogleman     | 5           | 3           |  |  | 3            | Mikhail Ledovskikh  | 4            | 6            | 7            |  |
|  | 6           | Sunil-Kumar Sipaeya | Sunil-Kumar Sipaeya | 6           | 6           |  |  | 6            | Sunil-Kumar Sipaeya | 6            | 3            | 5            |  |
|  |             | Jim Thomas          | Jim Thomas          | 4           | 2           |  |  |              |                     |              |              |              |  |

### Sezione 4
|  | Primo turno | Primo turno        | Primo turno   | Primo turno | Primo turno |  |  | Ultimo turno | Ultimo turno       | Ultimo turno       | Ultimo turno | Ultimo turno |  |
|  |             |                    |               |             |             |  |  |              |                    |                    |              |              |  |
|  | 4           | Jun Woong-sun      | Jun Woong-sun | 6           | 7           |  |  |              |                    |                    |              |              |  |
|  |             | Scott Lipsky       | Scott Lipsky  | 4           | 5           |  |  | 4            | Jun Woong-sun      | Jun Woong-sun      | 6            | 6            |  |
|  |             | Sonchat Ratiwatana | 3             | 7           | 6           |  |  |              | Sonchat Ratiwatana | Sonchat Ratiwatana | 4            | 4            |  |
|  | 7           | Justin Diao Natale | 6             | 65          | 0           |  |  |              |                    |                    |              |              |  |